# Адамсбург (Пенсилванија)
Адамсбург (енгл. Adamsburg) град је у америчкој савезној држави Пенсилванија.

## Демографија
По попису из 2010. године број становника је 172, што је 49 (-22,2%) становника мање него 2000. године.
| Група             | 2000.       | 2010.       |
| Белци             | 219 (99,1%) | 167 (97,1%) |
| Афроамериканци    | 0 (0,0%)    | 2 (1,2%)    |
| Азијати           | 0 (0,0%)    | 2 (1,2%)    |
| Хиспаноамериканци | 2 (0,9%)    | 1 (0,6%)    |
| Укупно            | 221         | 172         |